# Pascal Papé
Pascal Papé (ur. 5 października 1980 w Lyonie) – francuski rugbysta, grający na pozycji wspieracza młyna w zespole Stade Français oraz reprezentacji narodowej. Zdobywca srebrnego medalu podczas Pucharu Świata w Rugby 2011.

## Kariera klubowa
Karierę rozpoczął w lokalnym klubie w Givors, po czym spędził osiem sezonów w Bourgoin. Zadebiutował w najwyższej klasie rozgrywek w 2001 roku oprócz ligi grając również w Pucharze Heinekena. Po jednosezonowym pobycie w Castres Olympique przeniósł się w roku 2007 do Stade Français, gdzie występuje do tej pory. Z tym klubem dotarł do finału Europejskiego Pucharu Challenge w sezonach 2010/11 i 2012/13.

## Kariera reprezentacyjna
W kadrze narodowej zadebiutował w wygranym meczu z Irlandią 14 lutego 2004 roku, dodatkowo zdobywając w nim przyłożenie. Zagrał we wszystkich meczach zwycięskiego dla Francuzów turnieju, okraszonego jeszcze Wielkim Szlemem. W kolejnych kilku edycjach Pucharu Sześciu Narodów grał co najwyżej w dwóch meczach.
W lipcu 2007 poprowadził francuską drużynę w dwóch meczach przeciwko Nowej Zelandii. Drugi z nich jest najwyższą w historii porażką Les Bleus. Nie zyskał jednak uznania u ówczesnego selekcjonera, Bernarda Laporte'a, i nie został powołany na Puchar Świata w Rugby 2007.
W Pucharze Sześciu Narodów 2011 zagrał tylko w jednym meczu, wchodząc z ławki rezerwowych. Został jednak zgłoszony do składu na Puchar Świata w Rugby 2011, gdzie wziął udział we wszystkich siedmiu meczach zakończonej zdobyciem srebrnego medalu kampanii. W Pucharze Sześciu Narodów 2012 we wszystkich pięciu spotkaniach wybiegł na boisko w podstawowym składzie. Ponownie został kapitanem kadry w remisowej serii pojedynków w Argentynie, a następnie w zwycięskich trzech listopadowych meczach we Francji, po czym pozostał w tej roli na Puchar Sześciu Narodów 2013, mimo iż do składu powrócił Thierry Dusautoir, z turnieju po pierwszym meczu wyeliminowała go jednak kontuzja. Do składu powrócił na trzy listopadowe spotkania, zaś opaskę kapitana po raz kolejny nosił w Pucharze Sześciu Narodów 2014.

## Osiągnięcia
- Puchar świata w rugby: 2. miejsce – 2011
- Puchar Sześciu Narodów: zwycięstwo – 2004, 2006, 2007, 2010
- Wielki Szlem: 2004, 2010